# タミエル
タミエル（Tamiel）は、旧約聖書偽典『エノク書1』にあらわれる天使の一人だが、堕天使となりグリゴリと呼ばれる一団に属する。シェミハザら200人の天使と人間の女性と交わる誓いを立てた（6章）。タミエルは人間に星の観察の仕方を教えたという（8:3）。